# Franz Saretzki
Franz Saretzki (* 1926) ist ein deutscher Diplom-Ökonom, der zuletzt in leitender Funktion im Rechenzentrum der Staatlichen Plankommission der DDR tätig war. In dieser Funktion spionierte er für die CIA.

## Leben
Saretzki wurde 1926 als Sohn eines Zollbeamten geboren. Aufgrund eines schweren Augenleidens wurde er im Dritten Reich als nicht wehrdienstfähig vom Wehrdienst ausgemustert.
Nach dem Zweiten Weltkrieg studierte er Wirtschaftswissenschaften und begann im Haus der Ministerien bei der Staatlichen Plankommission der DDR zu arbeiten. Saretzkis Spionagetätigkeit begann 1952. Er wurde von einem in den Westen geflüchteten Oberreferenten im Staatlichen Komitee für Materialversorgung nach West-Berlin eingeladen. Dort wurde er einem CIA-Führungsoffizier mit dem Decknamen „Walter“ vorgestellt. Nach einem zweiten Treffen verpflichtete er sich schriftlich zur Zusammenarbeit mit der CIA und erhielt den Decknamen „Stein“. Er sollte Informationen zur ökonomischen Entwicklung der DDR liefern. In den Jahren 1953/54 wurde er politisch und nachrichtendienstlich geschult und erlernte die Verwendung von Geheimschriften. Außerdem wurde er 1958 im Empfang von Blindfunkmeldungen über Radio sowie der Dechiffrierung dieser Sendungen unterwiesen. Er wurde an den Blindfunkdienst mit der Nr. 163 angeschlossen und für den Ernstfall als aktiver Funker ausgebildet.
1953 wurde Saretzki zum Oberreferenten im Staatlichen Komitee für Materialversorgung befördert. Zwei Jahre später erfolgt die Beförderung zum amtierenden Leiter der Fachabteilung Chemie dieser Behörde. Im gleichen Jahr wurde er zur Hauptabteilung Koordinierung der Materialbilanzen versetzt und beschäftigte sich mit Planungsmethoden und Grundsatzfragen. Nach einer Umorganisation wurde er der Leiter der Abteilung Grundsatzfragen, Abrechnung und Statistik des Staatlichen Chemiekontors. Anschließend war er in der Staatlichen Plankommission als Gruppenleiter im Organisations- und Rechenzentrum tätig.
1956 wurde er Mitarbeiter der CIA und erhielt als Gegenleistung zunächst monatlich 150 DM und später 400 DM. Gelegentlich erhielt er Sonderprämien für wichtige Informationen. Zusätzlich wurden ihm Weihnachtsgeld sowie Jubiläumsgelder für seine 5-jährige, 10-jährige und 15-jährige Mitarbeit gezahlt. Diese Zahlungen wurden auf ein West-Berliner Konto eingezahlt. Insgesamt erhielt er für seine Tätigkeit 170.000 DM.
Vom Beginn seiner Spionagetätigkeit bis zum 13. August 1961 sind ca. 200 reguläre sowie etwa 120 außerplanmäßige Treffen mit Mitarbeitern der CIA dokumentiert. Saretzki fertigte in dieser Zeit ca. 1.400 Mikrofilme mit ca. 50.000 Aufnahmen an, die er zusätzlich mit mündlichen Erläuterungen seinen Führungsoffizieren übergab. Ab dem Zeitpunkt des Mauerbaus wurde der Kontakt über Blindfunkdienst gehalten. Es empfing 401 Sendungen mit Aufträgen und Anweisungen. Im Gegenzug übermittelte er 230 nummerierte und chiffrierte Geheimschriftbriefe mit Spionageinformationen. Im Zeitraum von 1962 bis 1967 legte er sieben „Tote Briefkästen“ an, über die er Spezialpapier für Geheimberichte, Chiffrierunterlagen, Anweisungen sowie ca. 15.000 DM an Bargeld erhielt.
Saretzki versorgte die CIA vorwiegend mit Informationen über die Lage der Volkswirtschaft der DDR. Daneben lieferte er aber auch politisch und militärisch relevante Informationen sowie Angaben zu bestimmten Funktionären des ostdeutschen Staates. Er verfasste rund 2000 Personencharakteristika. Er sprach 400 Empfehlungen für Anwerbung geeigneter Zielpersonen aus und unterfütterte diese teilweise mit Fotos. In mindestens einem Fall war er selbst für eine Anwerbung verantwortlich.
Er hatte einen guten Überblick über die Lage der ostdeutschen Chemieindustrie. Auch waren ihm die Probleme der Zulieferindustrie (beispielsweise Bergbau, Energieerzeugung, Maschinenbau, Elektrotechnik und Import) sowie der nachgelagerten Wertschöpfungsstufen (beispielsweise Leichtindustrie, Elektrotechnik, Nahrungsmittelproduktion, Verkehrswirtschaft und Export) bekannt. Er besaß umfassende Kenntnisse der Funktionsweise der ostdeutschen Planwirtschaft, der Engpässe der Volkswirtschaft sowie über Kaderprobleme. Ihm waren Dokumente der höchsten Geheimhaltungsstufe zugänglich. Er forschte aber auch andere Mitarbeiter aus und bot sich freiwillig für die Ausarbeitungen von Analysen an, um zusätzliche Informationen zu gewinnen.
Saretzki benannte diejenigen Rohstoffe und Zwischenprodukte, die nicht kurzfristig in Ländern des Comecons zu beziehen waren. Durch seine Informationen versetzte er die CIA in die Lage, eine effektive Embargoliste für wichtige Rohstoffe und Zwischenprodukte zu erstellen, die zu einer empfindlichen Störung der ostdeutschen Wirtschaft führte. Beispielsweise erfuhr Saretzki 1958 von einem Mitarbeiter, dass es der DDR gelungen war, über einen griechischen Zwischenhändler 6700 t Borerz aus der Türkei zu beziehen. Die Rohstoffe sollten mit dem griechischen Frachter Marta über den Seeweg in die DDR transportiert werden. Aus diesem Borerz kann das seltene Mineral Borax gewonnen werden, das für die Produktion in der chemischen und keramischen Industrie benötigt wird. Diese Menge hätte den Bedarf für ca. 18 Monate gedeckt. Saretzki gab diese Informationen an die CIA weiter. Ende März 1959 wurde das Schiff in der Nähe von Gibraltar von US-Kriegsschiffen aufgebracht und in einen griechischen Hafen geleitet. Das Borerz wurde mit Verweis auf die Embargoliste beschlagnahmt. Mitte 1961 wurde die Ladung von der griechischen Regierung unter der Auflage eines Verkaufs an ein NATO-Land wieder freigegeben.
Saretzki betrieb aber auch Sabotage in Form von Desorganisation, Behinderung von Forschungsaufträgen sowie der Verhinderung der Umsetzung neuer Erkenntnisse in der Produktion. Auch verhinderte er die Belieferung des Kombinats Carl Zeiss Jena mit Borax und Nickeloxid. Allerdings nahm er von der aktiven Sabotage Abstand, wenn er dadurch seine Tarnung gefährdet sah.
Saretzki war eine der ergiebigsten Quellen der CIA. Durch seine vorsichtige und umsichtige Arbeitsweise wurde er erst spät von der Spionageabwehr enttarnt. Am 22. September 1969 wurde er um 7 Uhr wegen des dringenden Tatverdachts der Spionagetätigkeit in Berlin-Lichtenberg von der Stasi vorläufig festgenommen. Nach einer ungewöhnlich langen 26-monatigen Untersuchungshaft wurde er im Dezember 1971 in einem Geheimprozess vor dem 1. Strafsenat beim Obersten Gericht der DDR unter dem Vorsitzenden Walter Ziegeler wegen Spionage, Sabotage und Staatsverbrechen gegen einen verbündeten Staat zu lebenslangem Zuchthaus verurteilt. Er verbüßte seine Strafe in der berüchtigten Haftanstalt Bautzen II und wurde später gegen andere Agenten ausgetauscht.